# William Johnstone, 1. Marquess of Annandale

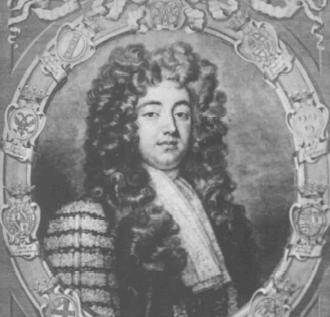
William Johnstone, 1. Marquess of Annandale

Familienwappen des William Johnstone, 1. Marquess of Annandale

William Johnstone, 1. Marquess of Annandale, KT, PC (* 17. Februar 1664; † 14. Januar 1721 in Bath, Somerset) war ein schottischer Peer und Politiker.

## Leben

### Earl, Jakobiter und Präsident des Geheimen Kronrates
Er war ein das dritte Kind und der zweitälteste Sohn von James Johnstone, 1. Earl of Annandale and Hartfell und dessen Ehefrau ady Henrietta Douglas. Da sein älterer Bruder James Johnstone, Lord Johnstone, bereits 1662 als Zweijähriger verstorben war, erbte er beim Tod seines Vaters am 17. Juli 1672 als Achtjähriger den Titel 2. Earl of Annandale and Hartfell, nebst den damit verbundenen nachgeordneten Titel 2. Viscount of Annand und 2. Lord Johnston of Lochwood, Lochmaben, Moffatdale and Evandale. Ebenso übernahm er von ihm die erblichen Ämter als Hereditary Steward of Annandale sowie als Hereditary Keeper of Lochmaben Palace. Er absolvierte ein Studium an der University of Glasgow und war zunächst als Freund von James Scott, 1. Duke of Monmouth ein Gegner sowie später Unterstützer von Jakob II., der von 1685 bis 1689 König von England sowie zugleich unter dem Namen Jakob VII. König von Schottland aus dem Haus Stuart war. Im schottischen Aufstand von 1689 kommandierte er zwei Anti-Jakobiten-Reitereinheiten gegen Bonnie Dundee.
Im Zuge der Glorious Revolution wurde er von Wilhelm III. von Oranien, der zwischen 1689 und 1702 in Personalunion König von England, König von Schottland sowie König von Irland war, 1690 zum Mitglied des Geheimen Kronrates von Schottland (Privy Council of Scotland) ernannt und fungierte von 1693 bis 1695 erstmals als Präsident des Geheimen Kronrates (President of the Council). Daneben bekleidete er zwischen 1693 und seinem Tode 1721 das Amt eines außerordentlichen Richters am Obersten Zivilgericht von Schottland (Extraordinary Lord of Session). 1695 war er kurzzeitig Präsident des Parlaments von Schottland sowie im Anschluss von 1696 bis 1705 einer der Schatzmeister Schottlands (Lord Treasurer). 1701 wurde er erstmals Lord High Commissioner to the General Assembly of the Church of Scotland.

### Marquess, Gegner des Act of Union und Representative Peer
Am 24. Juni 1701 wurde er in der Peerage of Scotland des Weiteren auch zum Marquess of Annandale erhoben. Zusammen mit dem Marquessate wurden ihm die nachgeordneten Titel Earl of Hartfell, Viscount of Annand sowie Lord Johnston of Lochwood, Lochmaben, Moffatdale and Evandale neu verliehen. Er bekleidete danach als Nachfolger von George Melville, 1. Earl of Melville von 1702 bis zu seiner Ablösung durch James Graham, 1. Duke of Montrose erneut das Amt als President of the Council. Zugleich war er vom 6. Mai bis zum 15. Dezember 1702 Lordsiegelbewahrer von Schottland (Lord Privy Seal). Am 7. Februar 1704 wurde er Ritter des Distelordens (Knight of the Order of the Thistle). 1705 bekleidete er zum zweiten Mal die Funktion des Lord High Commissioner der Generalversammlung der Church of Scotland. Zugleich fungierte er zwischen dem 9. März und dem 29. September 1705 als Leitender Staatssekretär von Schottland (Principal Secretary of State).
Trotz seiner Gegnerschaft zum Act of Union 1707 und der daraus resultierenden Vereinigung des Königreichs England und des Königreichs Schottland zum Königreich Großbritannien wurde er 1708 gewählter Vertreter des schottischen Adels Representative Peer im britischen Oberhaus (House of Lords), dem er bis 1713 angehörte. 1711 fungierte er zum dritten Mal als Lord High Commissioner der Generalversammlung der Church of Scotland. Am 19. April 1711 wurde er zudem Mitglied des Geheimen Kronrates (Privy Council). Er war ferner zwischen 1714 als Nachfolger von James Ogilvy, 4. Earl of Findlater und seiner Ablösung durch James Graham, 1. Duke of Montrose 1716 Bewahrer des Großen Staatssiegels von Schottland (Keeper of the Great Seal of Scotland). Daneben war er zwischen 1715 und 1721 Lord Lieutenant von Dumfries, Kirkcudbright und Peebles sowie abermals von 1715 bis 1721 Lordsiegelbewahrer von Schottland. Darüber hinaus gehörte er von 1715 bis zu seinem Tode 1721 erneut dem House of Lords als Represantative Peer an.

### Ehen und Nachkommen
Johnstone war zweimal verheiratet. Aus seiner ersten am 2. Januar 1682 in Edinburgh geschlossenen Ehe mit Sophia Fairholm stammten zwei Töchter sowie drei Söhne. Mit Sophia Fairholm war er bis zu deren Tode am 13. Dezember 1716 verheiratet. Seine älteste Tochter Henrietta Johnstone war die Ehefrau von Charles Hope, 1. Earl of Hopetoun, während die zweite Tochter Mary Johnstone bereits als Kleinkind verstarb. Sein ältester Sohn James Johnstone, 2. Marquess of Annandale war kurzzeitig 1708 Mitglied des Unterhauses (House of Commons) und erbte nach seinem Tode 1721 den Titel als 2. Marquess of Annandale sowie die damit verbundenen nachgeordneten Adelstitel. Sein zweiter Sohn John Johnstone verstarb als Sechsjähriger, während sein dritter Sohn aus erster Ehe William Johnstone 1721 als 25-Jähriger bei einem Duell tödlich verletzt wurde.
Am 20. November 1718 heiratete Johnstone in der Londoner Fleet Chapel Charlotte van Lore van den Bempdé ohne Zustimmung von deren Vater. Aus dieser Ehe gingen zwei weitere Söhne hervor. George van den Bempdé-Johnstone wurde beim Tod seines unverheiratet und kinderlos verstorbenen Halbbruders 1730 Erbe des Titels als 3. Marquess of Annandale sowie der nachgeordneten Titel. Sein zweiter Sohn aus zweiter Ehe John Johnstone verstarb 1742 im Alter von 21 Jahren unverheiratet.
Nach seinem Tod wurde er in Johnstone in Schottland beigesetzt. Er hinterließ einen umfangreichen Besitz zu dem unter anderem Johnstonebridge gehörte, wo der 3. Marquess of Annandale 1786 das Herrenhaus Raehills House errichten ließ.